# AJAR (手机)
AJAR是TTPCom公司所發展的手機軟體應用平台。它以C++為程式語言，屬於物件導向程式設計架構，可搭配多家晶片業者進行手機產品設計。由於可搭配多家業者產品之特性，已可支援 2G/2.5G/2.75G/3G 等通訊標準。
此一軟體平台預先整合許多應用程式，包括Java、MMS、WAP、Bluetooth、相机、3D、文本输入、语音输入、游戏等。

## 外部連結
- AJAR